# Copa das Nações UNCAF de 2007
A Copa das Nações UNCAF 2007 foi a nona edição do torneio, que foi disputado em San Salvador, El Salvador entre os dias 8 de fevereiro e 18 de fevereiro. O torneio serve de classificação para a Copa Ouro da CONCACAF 2007.
A Costa Rica foi campeã na decisão dos pênaltis após empate de 1-1 no tempo normal, na decisão por pênaltis o placar foi de 4-1 para os costariquenhos

## Fase de Grupos

### Grupo 1
| Time        | Pts | Col | V | E | D | GF | GC | SG |
| ----------- | --- | --- | - | - | - | -- | -- | -- |
| El Salvador | 7   | 3   | 2 | 1 | 0 | 4  | 2  | +2 |
| Guatemala   | 7   | 3   | 2 | 1 | 0 | 2  | 0  | +2 |
| Nicarágua   | 3   | 3   | 1 | 0 | 2 | 5  | 5  | 0  |
| Belize      | 0   | 3   | 0 | 0 | 3 | 3  | 7  | -4 |

| 8 de Fevereiro 2007 | Guatemala             | 1 - 0 | Nicarágua | Estadio Cuscatlan San Salvador, El Salvador Público: Árbitro : Jose Pineda |
|                     | Carlos Quiñónez 29' · |       |           |                                                                            |

| 8 de Fevereiro 2007 | El Salvador                            | 2 - 1 | Belize                | Estadio Cuscatlan San Salvador, El Salvador Público: Árbitro: Walter Quesada |
|                     | Juan Díaz 25' · Eliseo Quintanilla 55' |       | Deris Benavides 64' · |                                                                              |

| 10 de Fevereiro 2007 | Belize | 0 - 1 | Guatemala            | Estadio Cuscatlan San Salvador, El Salvador Público: Árbitro: Rolando Vidal |
|                      |        |       | Gustavo Cabrera 8' · |                                                                             |

| 10 de Fevereiro 2007 | El Salvador                 | 2 - 1 | Nicarágua         | Estadio Cuscatlan San Salvador, El Salvador Público: Árbitro: German Arredondo |
|                      | Eliseo Quintanilla 16', 65' |       | Samuel Wilson 53' |                                                                                |

| 12 de Fevereiro 2007 | Nicarágua                                      | 4 - 2 | Belize                 | Estadio Cuscatlan San Salvador, El Salvador Público: Árbitro: Walter Quesada |
|                      | Emilio Palacios 12', 20', 68' Milton Busto 28' |       | Deon McCauley 25', 34' |                                                                              |

| 12 de Fevereiro 2007 | El Salvador | 0 - 0 | Guatemala | Estadio Cuscatlan San Salvador, El Salvador Público: Árbitro: Benito Archundia |
|                      |             |       |           |                                                                                |

### Grupo 2
| Time       | Pts | Col | V | E | D | GF | GC | SG |
| ---------- | --- | --- | - | - | - | -- | -- | -- |
| Panamá     | 4   | 2   | 1 | 1 | 0 | 2  | 1  | +1 |
| Costa Rica | 3   | 2   | 1 | 0 | 1 | 3  | 2  | +1 |
| Honduras   | 1   | 2   | 0 | 1 | 1 | 2  | 4  | -2 |

| 9 de Fevereiro 2007 | Costa Rica                                    | 3 - 1 | Honduras          | Estadio Cuscatlan San Salvador, El Salvador Público: Árbitro: Benito Archundia |
|                     | Rolando Fonseca 4', 70' Leonardo González 46' |       | Emil Martínez 58' |                                                                                |

| 11 de Fevereiro 2007 | Honduras                | 1 - 1 | Panamá            | Estadio Cuscatlan San Salvador, El Salvador Público: Árbitro: Joel Aguilar |
|                      | Ubaldo Guardia 26' (GC) |       | Carlos Rivera 80' |                                                                            |

| 13 de Fevereiro 2007 | Panamá             | 1 - 0 | Costa Rica | Estadio Cuscatlan San Salvador, El Salvador Público: Árbitro: Carlos Batres |
|                      | Alberto Blanco 87' |       |            |                                                                             |

## Decisão de 5º lugar
| 15 de Fevereiro 2007 | Nicarágua         | 1 - 9 | Honduras                                                                                               | Estadio Cuscatlan San Salvador, El Salvador Attendance: n/a Árbitro: Joel Aguilar |
|                      | Samuel Wilson 31' |       | Jairo Martinez 3' Wilmer Velasquez 6', 27', 37', 39'(pen) Saul Martinez 68', 80', 84' Carlos Mejía 78' |                                                                                   |

Honduras classificada para a Copa Ouro da CONCACAF 2007

### Semi-finais
| 16 de Fevereiro 2007 | Panamá                                        | 2 - 0 | Guatemala | Estadio Cuscatlan San Salvador, El Salvador Público: Árbitro: German Arredondo |
|                      | Ricardo Phillips 50' Felipe Baloy (pen) 90+2' |       |           |                                                                                |

| 16 de Fevereiro 2007 | El Salvador | 0 - 2 | Costa Rica                             | Estadio Cuscatlan San Salvador, El Salvador Público: Ábitro: Benito Archundia |
|                      |             |       | Harold Wallace 11' Rolando Fonseca 13' |                                                                               |

## Decisão de 3º lugar
| 18 de Fevereiro 2007 | Guatemala             | 1 - 0 | El Salvador | Estadio Cuscatlan San Salvador, El Salvador Público: Árbitro: Walter Quezada |
|                      | Claudio Albizuris 82' |       |             |                                                                              |

## Final
| 18 de Fevereiro 2007 | Panamá          | 1 - 1 | Costa Rica       | Estadio Cuscatlan San Salvador, El Salvador Público: Árbitro: Carlos Batres |
|                      | Luis Tejada 36' |       | Kurt Bernard 85' |                                                                             |

|                                                                  |     | Penalidades                                                                                   |  |
| Felipe Baloy perdeu Victor Herrera perdeu Rolando Escobar marcou | 1–4 | Walter Centeno marcou Rolando Fonseca marcou Carlos Hernández marcou Michael Barrantes marcou |  |

| Copa das Nações UNCAF 2007 |
| -------------------------- |
| Costa Rica (Sexto Título)  |